# Тейшань
Тейшань, Тейшані (рум. Teișani) — село у повіті Прахова в Румунії. Адміністративний центр комуни Тейшань.
Село розташоване на відстані 89 км на північ від Бухареста, 33 км на північ від Плоєшті, 55 км на південний схід від Брашова.

## Населення
За даними перепису населення 2002 року у селі проживали 1872 особи, усі — румуни. Усі жителі села рідною мовою назвали румунську.